# Liga fanów
Liga fanów – amatorskie rozgrywki piłkarskie rozgrywane w Warszawie przez 126 drużyn liczących po 6 zawodników, w tym bramkarz. Czas gry wynosi 50 minut (dwie połowy, każda po 25 minut).

## Rozgrywki
Mecze rozgrywane są w 6 osobowych składach (5 zawodników + bramkarz) przez zespoły z Warszawy i okolicznych powiatów. Organizator na czas rozgrywek ligowych, oraz pucharowych zapewnia dwa boiska piłkarskie mieszczące się w Warszawie przy ulicy:
- Vincenta van Gogha 1
- Grenady 16

Wymiary boiska, na którym rozgrywane są mecze ligowe wynoszą 48m długości i 28m szerokości z kolei bramki 5m szerokości i 2m wysokości. Spotkania odbywają się na jednej połowie pełnowymiarowego boiska piłkarskiego.
Obecnie w rozgrywkach bierze udział ponad 126 zespołów w 12 ligach podzielonych na 10 drużyn Na każdym poziomie rozgrywek obowiązuje system „każdy z każdym” co oznacza, że drużyna rozgrywa w rundzie 9 meczów, a w całym sezonie 18 meczów. Spotkania trwają 2×25 minut z 5 minutową przerwą. Runda jesienna rozpoczyna się w połowie września – kończy w listopadzie. Runda wiosenna trwa od marca do czerwca.

## Kalendarium
- 2000 – Pierwsze spotkania odbywały się przy ulicy Osowskiej na Grochowie. Do pierwszego sezonu zgłosiły się 24 drużyny
- 2001 – Kolejny sezon rozgrywany na Ursynowie – 30 drużyn podzielonych na 3 ligi
- 2009 – Pierwszy turniej z cyklu „Halowy Puchar Fanów”
- 2014 – W Lidze bierze udział 40 zespołów
- 2014 – Rozpoczynają się rozgrywki turnieju „Puchar Lata”
- 2012 – Pierwszy turniej z cyklu „Puchar Fanów”
- 2016 – W rozgrywkach udział wzięło 60 zespołów
- 2017 – Rozpoczyna się turniej „Warsaw Cup”
- 2020 – 8000 Zarejestrowanych zawodników
- 2021 – W Lidze wzięło udział 108 drużyn
- 2021 – Do rozgrywek przystąpiło 120 drużyn

## Turnieje
Liga Fanów organizuje turnieje o zasięgu lokalnym lub ogólnopolskim. Min: Warsaw Cup, Halowy Puchar Fanów. Od sezonu 2021/2022 zainicjowany został nowy turniej, przeznaczony dla uczestników regularnych rozgrywek, nazwany Pucharem Ligi Fanów. 